# Đường cao tốc Mỹ Thuận – Cần Thơ
Đường cao tốc Mỹ Thuận – Cần Thơ (ký hiệu toàn tuyến là CT.01) là một đoạn đường cao tốc thuộc hệ thống đường cao tốc Bắc – Nam phía Đông qua địa phận hai tỉnh Vĩnh Long và Đồng Tháp.

## Thiết kế
Công trình có tổng chiều dài tuyến khoảng 22,97 km (đoạn trên địa phận tỉnh Vĩnh Long dài 12,52 km, tỉnh Đồng Tháp dài 10,45 km); điểm đầu tại Km 107 + 363,08 kết nối với đường dẫn cầu Mỹ Thuận 2 và đường cao tốc Trung Lương – Mỹ Thuận thuộc địa phận phường Tân Ngãi, tỉnh Vĩnh Long; điểm cuối tại Km 130 + 337 (nút giao Chà Và, tạm thời kết nối với Quốc lộ 1 hiện hữu) thuộc địa phận phường Bình Minh, tỉnh Vĩnh Long; trong tương lai sẽ nối tiếp với đường dẫn Cầu Cần Thơ 2 và đường cao tốc Cần Thơ – Cà Mau. Tuyến đường có thiết kế mặt cắt ngang giai đoạn hoàn chỉnh đạt tiêu chuẩn đường cao tốc 6 làn xe, 2 làn dừng khẩn cấp, vận tốc tối đa 100 km/h; mặt cắt ngang giai đoạn 1, phân kỳ đầu tư quy mô 4 làn xe không có làn dừng khẩn cấp, bố trí một số điểm dừng khẩn cấp cách quãng 4 – 5 km/1 điểm với bề rộng nền đường rộng 17 m, vận tốc tối đa 90 km/h.

## Xây dựng
Dự án được đầu tư theo hình thức đầu tư công với tổng mức đầu tư dự án khoảng 4.826 tỷ đồng từ nguồn vốn Ngân sách Trung ương. Công trình được khởi công vào tháng 1 năm 2021, chính thức đưa vào sử dụng toàn tuyến vào ngày 24 tháng 12 năm 2023 cùng với cầu Mỹ Thuận 2. Tuyến đường cao tốc tạm thời lưu thông một chiều theo hướng Mỹ Thuận – Cần Thơ từ ngày 25 tháng 12, sau đó tuyến đường được chính thức lưu thông hai chiều vào ngày 30 tháng 12 do một số hạng mục và nút giao của đường cao tốc mới được thi công hoàn thiện.

## Chi tiết tuyến đường

Bảng thông tin tốc độ cao tốc

### Làn xe
- 4 làn xe, có điểm dừng khẩn cấp

### Chiều dài
- Toàn tuyến: 23 km

### Tốc độ giới hạn
- Tối đa: 90 km/h, Tối thiểu: 60 km/h

## Lộ trình chi tiết
- IC - Nút giao, JCT - Điểm lên xuống, SA - Khu vực dịch vụ (Trạm dừng nghỉ), TN - Hầm đường bộ, TG - Trạm thu phí, BR - Cầu
- Đơn vị đo khoảng cách là km.

| Số                                                                                           | Tên                                                                                 | Khoảng cách từ đầu tuyến                                                            | Kết nối                                                                             | Ghi chú                                                                             | Vị trí                                                                              | Vị trí                                                                              |
| Kết nối trực tiếp với Đường cao tốc Trung Lương – Mỹ Thuận thông qua Cầu Mỹ Thuận 2          | Kết nối trực tiếp với Đường cao tốc Trung Lương – Mỹ Thuận thông qua Cầu Mỹ Thuận 2 | Kết nối trực tiếp với Đường cao tốc Trung Lương – Mỹ Thuận thông qua Cầu Mỹ Thuận 2 | Kết nối trực tiếp với Đường cao tốc Trung Lương – Mỹ Thuận thông qua Cầu Mỹ Thuận 2 | Kết nối trực tiếp với Đường cao tốc Trung Lương – Mỹ Thuận thông qua Cầu Mỹ Thuận 2 | Kết nối trực tiếp với Đường cao tốc Trung Lương – Mỹ Thuận thông qua Cầu Mỹ Thuận 2 | Kết nối trực tiếp với Đường cao tốc Trung Lương – Mỹ Thuận thông qua Cầu Mỹ Thuận 2 |
| -------------------------------------------------------------------------------------------- | ----------------------------------------------------------------------------------- | ----------------------------------------------------------------------------------- | ----------------------------------------------------------------------------------- | ----------------------------------------------------------------------------------- | ----------------------------------------------------------------------------------- | ----------------------------------------------------------------------------------- |
| 1                                                                                            | IC Tân Hòa                                                                          | 107.7                                                                               | Quốc lộ 80                                                                          |                                                                                     | Vĩnh Long                                                                           | Tân Ngãi                                                                            |
| -                                                                                            | IC Võ Văn Kiệt                                                                      | 109.5                                                                               | Đường Võ Văn Kiệt                                                                   | Được đề xuất                                                                        | Vĩnh Long                                                                           | Tân Ngãi                                                                            |
| -                                                                                            | IC An Khánh                                                                         | 117.5                                                                               | Đường cao tốc An Hữu – Định An                                                      | Dự kiến (chưa quy hoạch)                                                            | Đồng Tháp                                                                           | Phú Hựu                                                                             |
| 2                                                                                            | IC Đường tỉnh 908                                                                   | 121.5                                                                               | Đường tỉnh 908                                                                      |                                                                                     | Vĩnh Long                                                                           | Mỹ Thuận                                                                            |
| TG                                                                                           | Trạm thu phí                                                                        |                                                                                     |                                                                                     | Chưa thi công                                                                       | Vĩnh Long                                                                           | Mỹ Thuận                                                                            |
| 3                                                                                            | IC Chà Và                                                                           | 130.3                                                                               | Quốc lộ 1 Đường tỉnh 854                                                            | Kết nối tạm thời với Quốc lộ 1                                                      | Vĩnh Long                                                                           | Bình Minh                                                                           |
| Kết nối trực tiếp với Đường cao tốc Cần Thơ – Cà Mau thông qua Cầu Cần Thơ 2 (Chưa thi công) |                                                                                     |                                                                                     |                                                                                     |                                                                                     |                                                                                     |                                                                                     |
| 1.000 mi = 1.609 km; 1.000 km = 0.621 mi                                                     |                                                                                     |                                                                                     |                                                                                     |                                                                                     |                                                                                     |                                                                                     |

Ghi chú
1. ↑  Khoảng cách tiếp nối từ đoạn Thành phố Hồ Chí Minh – Mỹ Thuận